# Futbolniy Klub Yenisey
O FC Yenisey Krasnoyarsk (em russo: ФК Енисей Красноярск) é um clube de futebol de Krasnoyarsk, Rússia.
Foi fundado em 1937, manda seus jogos no estádio Central de Krasnoyarsk e atualmente joga  na Primeira Divisão Russa, que é o campeonato do segundo nível do futebol russo.